# Seconde bataille du Nakdong
Guerre de Corée
Batailles
Bataille du périmètre de Busan :

Août :
- Masan
- Massacre de Bloody Gulch
- Battle Mountain
- Nakdong (1re)
- Pohang
- Daegu
- Bowling Alley
- Massacre de la colline 303

Septembre :
- Grande offensive du Nakdong
- Gyeongju
- Tabu-dong
- Ka-san
- Nakdong (2e)
- Yongsan
- Haman
- Rivière Nam

Contexte :
- Ordre de bataille
- Logistique

La seconde bataille du Nakdong est un engagement entre les forces des Nations unies et de Corée du Nord lors de la guerre de Corée qui se déroule du 1er au 12 septembre 1950 dans les environs du Nakdong en Corée du Sud. Cette bataille fait partie de la Grande offensive du Nakdong lors de la bataille du périmètre de Busan. La bataille se termine par une victoire des Nations unies, après qu’un grand nombre de soldats sud-coréens et américains a repoussé une forte attaque nord-coréenne.
Après la première bataille du Nakdong, la 24e division américaine est relayée par la 2e division d'infanterie de l'armée américaine pour défendre la ligne sur le fleuve Nakdong. La division, qui n’avait pas encore participé aux combats, est frappée par une forte attaque sur toute sa ligne de front menée par plusieurs divisions de l'Armée populaire de Corée qui ont traversé la rivière. La force de l'attaque enfonce et divise la 2e division d'infanterie US en deux parties, et les Nord-Coréens réussissent à pénétrer dans Yongsan, où de lourds combats ont lieu.
L'urgence de la menace sur le périmètre de Busan force les Américains à envoyer la 1re brigade provisoire des Marines renforcer les troupes de l'United States Army. En deux semaines d'intenses combats, les forces américaines réussissent à repousser les Nord-Coréens de la zone du Nakdong Bulge. Les Nord-Coréens sont encore repoussés après la contre-attaque de l'ONU à Incheon, qui aboutit à la destruction virtuelle de l'armée nord-coréenne.

## Contexte

### Le périmètre de Busan

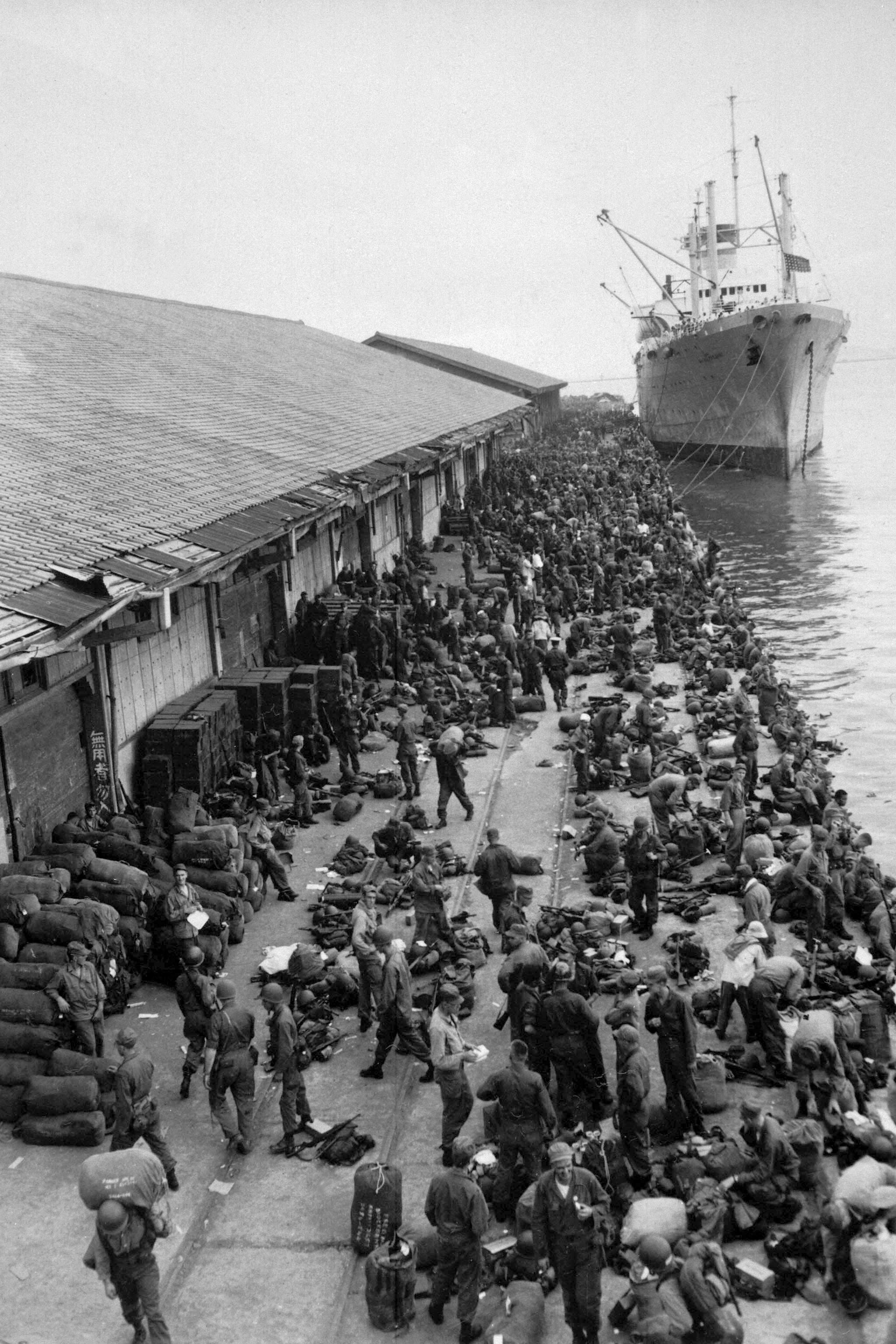
Les troupes américaines en cours de débarquement en Corée, le 6 août 1950.

Dès le début de la guerre de Corée et l'invasion de la Corée du Sud par le Nord, l'Armée populaire de Corée bénéficie d'une supériorité en homme et en équipement tant sur l'armée de terre de la République de Corée que sur les premières forces expédiées par l'Organisation des Nations unies afin d'empêcher l'effondrement de la Corée du Sud. La stratégie nord-coréenne est de poursuivre agressivement les forces des Nations unies et les forces sud-coréennes sur toutes les voies d'approche en direction du sud, attaquant de front et amorçant simultanément un mouvement en tenaille. Cela doit permettre aux Nord-Coréens d’encercler et de couper la retraite de l’ennemi, qui est alors forcé de se retirer en désordre, laissant derrière lui une grande partie de son matériel. De l'offensive initiale du 25 juin aux combats en juillet et début août, les Nord-Coréens utilisent cette stratégie pour vaincre efficacement toutes les forces de l'ONU qui doivent battre en retraite vers le Sud. Cependant, à partir de l’établissement du périmètre de Busan sous la responsabilité de la 8e armée des États-Unis en août, les troupes de l'ONU tiennent efficacement une ligne de défense continue que les troupes nord-coréennes ne peuvent percer ou contourner. La logistique nord coréenne plus faible et éloignée de ses bases ne peut suivre le système logistique mis en place par l'ONU à Busan (en) et leur avantage diminue chaque jour devant le nombre d'hommes et de matériel qui débarque sur le périmètre.
Quand les Nord-Coréens approchent du périmètre de Busan, le 5 août, ils tentent la même technique d'assaut frontal sur les quatre principales voies d'approche vers le périmètre. Tout au long du mois d'août, la 6e division nord-coréenne, et plus tard la 7e division engagent la 25e division d'infanterie américaine durant la bataille de Masan, repoussant d'abord une contre-offensive de l'ONU avant d'attaquer à Komam-ni et à Battle Mountain. La poussée bloque devant les forces de l'ONU, bien équipées et disposant de grandes réserves qui repoussent à plusieurs reprises les forces nord-coréennes. Au nord de Masan, la 4e division nord-coréenne et la 24e division d'Infanterie américaine s'affrontent dans la zone du Nakdong Bulge. Lors de la première bataille du Nakdong Bulge, la division nord-coréenne est incapable de tenir sa tête de pont sur la rivière face au grand nombre de troupes de réserve américaines qui tiennent bon et les repoussent, et le 19 août, la 4e division nord-coréenne est refoulée à travers le fleuve avec 50 pour cent de pertes,. Dans la région de Daegu, cinq divisions nord-coréennes qui tentent de prendre la ville sont repoussées par trois divisions de l'ONU à plusieurs reprises au cours de la bataille de Daegu,. Les combats sont violents en particulier dans la Bowling Alley où la 13e division nord-coréenne est presque anéantie. Sur la côte Est, trois autres divisions nord-coréennes sont repoussées par les Sud-Coréens à P'ohang-dong lors de la bataille de P'ohang-dong. Sur l’ensemble du front, les troupes nord-coréennes sont ébranlées par les défaites. Pour la première fois depuis le début du conflit leur stratégie ne fonctionne plus.

### La grande offensive du Nakdong
Lors de la planification de la grande offensive, les commandants nord-coréens se rendent compte que toute tentative d'attaque par les flancs des forces de l'ONU est impossible de par l'appui de la marine américaine. Au lieu de cela, comme seul espoir de réussite, ils choisissent de frapper frontalement le périmètre afin de le réduire. Avertis par le renseignement soviétique, les Nord-Coréens sont conscients que les forces de l'ONU se renforcent le long du périmètre de Busan et qu'ils doivent mener une offensive rapidement, ou renoncer à la bataille. L’objectif secondaire est d’encercler Daegu et de détruire les unités américaines et sud-coréennes présentes dans la ville. À cette fin, les unités nord-coréennes prévoient d'abord de couper les lignes d'approvisionnement vers Daegu.
Le 20 août, le commandement nord-coréen distribue les ordres opérationnels à leurs unités subordonnées. Ces ordres appellent à une attaque simultanée contre les lignes de l'ONU sur cinq zones différentes afin de submerger les défenseurs de l'ONU et de permettre aux Nord-Coréens de percer les lignes et de repousser les forces de l'ONU sur au moins une des zones. Cinq groupes de combat sont constitués. L'attaque à l'Ouest du périmètre est menée par les 9e, 4e, 2e, et 10e divisions qui doivent percer la 2e division d'infanterie américaine au Nakdong Bulge à Miryang and Yongsan.,.

## Bataille

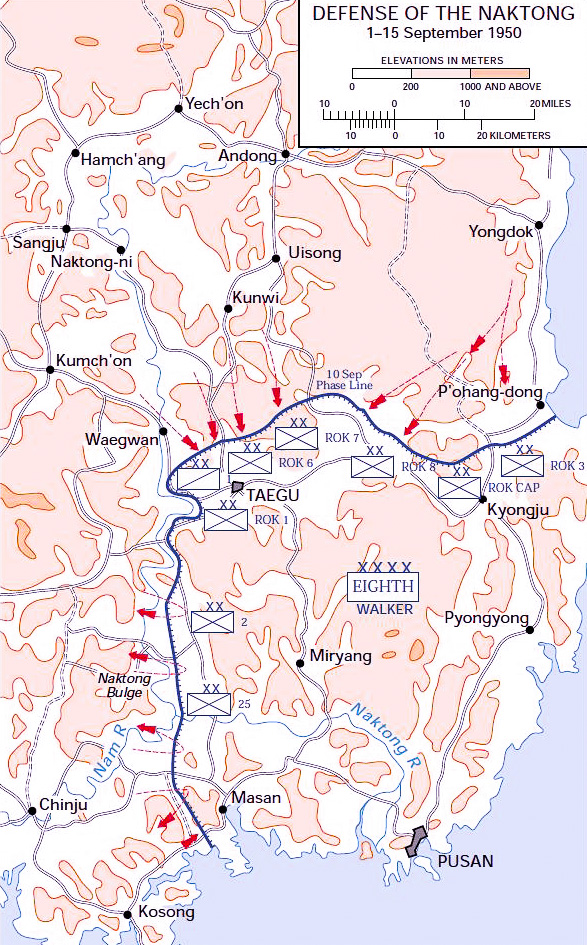
La carte de la ligne défensive de Périmètre Busan en septembre 1950. La zone du Naktong Bulge se situe au sud-ouest du périmètre.

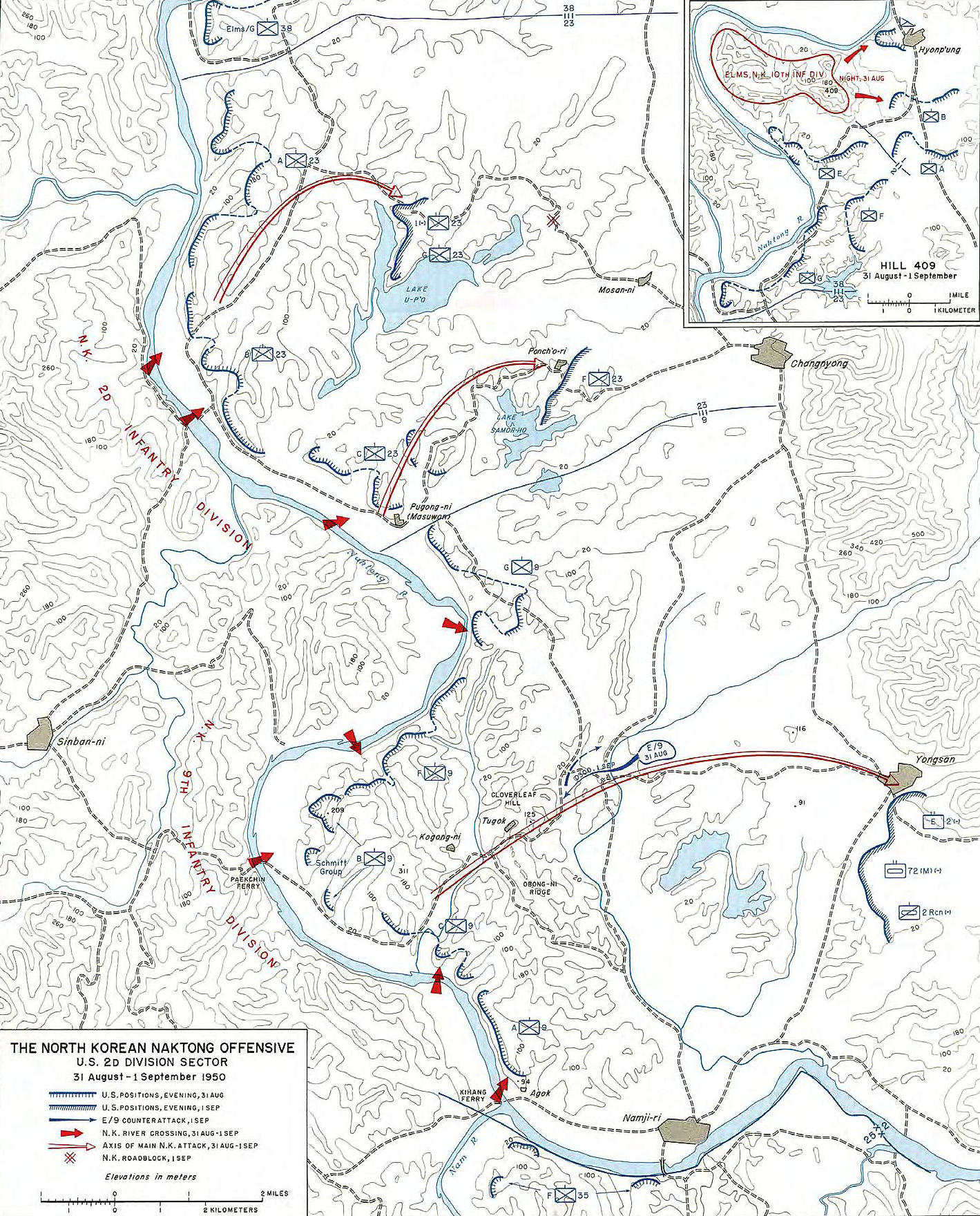
Carte du secteur de la 2e division lors de la Seconde bataille du Nakdong.

Pendant l’offensive nord-coréenne du 1er septembre, le 35e régiment d'infanterie de la 25e division d'infanterie américaine est lourdement engagé dans la bataille de la rivière Nam au nord de Masan. Le 9e régiment d'infanterie de la 2e division d'infanterie est positionné sur le flanc droit du 35e régiment, juste au nord de la confluence de la rivière Nam et du fleuve Nakdong. Là, au sud de la zone de la 2e division d'infanterie, le 9e régiment tient un secteur de plus de 18 km de long, incluant la zone du Naktong Bulge où s'est déroulée la première bataille du Nakdong en août précédent. Par ailleurs, les unités américaines sont extrêmement étirées le long du front. Chaque compagnie d'infanterie présente sur la ligne de la rivière doit tenir un front large de 910 m à 1 200 m et avec seulement quelques collines clés et points d'observation.
Au cours de la dernière semaine d'août, les troupes américaines sur ces collines peuvent observer une activité mineure des troupes nord-coréenne à travers le fleuve. Ils en déduisent que les Nord-Coréens organisent les hauteurs du côté ouest du Nakdong afin de se préparer contre une éventuelle attaque américaine. Il y a quelques attaques occasionnelles sur les positions avancées du 9e régiment d'infanterie, mais pour les hommes sur la ligne de front cela ne semble être que la conséquence d’une activité classique de patrouille. Mais le 31 août, les forces de l'ONU sont alertées d’une potentielle attaque quand une grande partie de la main-d’œuvre civile coréenne commence à fuir les lignes de front. Cette information est confirmée par les agents de renseignements qui rapportent une attaque imminente.
Sur la rive ouest du Nakdong, le major général Pak Kyo Sam, commandant la 9e division d'infanterie nord-coréenne, émet ses ordres d’opérations à la division le 28 août. La mission de la 9e division est de déborder et de détruire les troupes américaines au Naktong Bulge et de capturer les zones de Miryang et de Samnangjin (en) afin de couper la route d'approvisionnement et de retraite entre Daegu et Busan à la 2e division américaine. Cependant, les Nord-Coréens ignorent que la 2e division d'infanterie a récemment remplacé la 24e division d'infanterie sur les positions le long du Nakdong. Par conséquent, ils s’attendent à une résistance plus légère ; en effet, les troupes de la 24e division sont épuisées par mois de combats, alors que les hommes de la 2e division sont arrivés récemment en Corée et viennent d'être envoyé au front,. Les Nord-Coréens commencent à traverser le Nakdong sous le couvert de l'obscurité.

### Bataille d'Agok
Sur le flanc le plus au sud de la ligne de la rivière du 9e régiment d’infanterie américain, juste au-dessus de la jonction de la rivière Nam avec le Nakdong, la compagnie A du 1er bataillon est positionnée sur une crête qui s’étire parallèlement au Nakdong et qui se termine par la colline 94 au niveau du point d’embarquement ferry de Kihang. Depuis Namji-ri, la route de la rivière court à l'Ouest le long du Nakdong, passe la pointe sud de cette crête et traverse depuis la rive ouest de la rivière au niveau du ferry. Un petit village appelé Agok se situe à la base de la colline 94 et à 270 m de la rivière. Une patrouille de chars et de véhicules blindés, ainsi que deux escadrons d'infanterie de la compagnie A, tiennent un barrage routier près du ferry et à proximité d’Agok. Dans la soirée du 31 août, la compagnie A manœuvre depuis ses positions surplombant Agok et la rivière vers de nouvelles positions le long de la rivière en dessous de la ligne de crête.

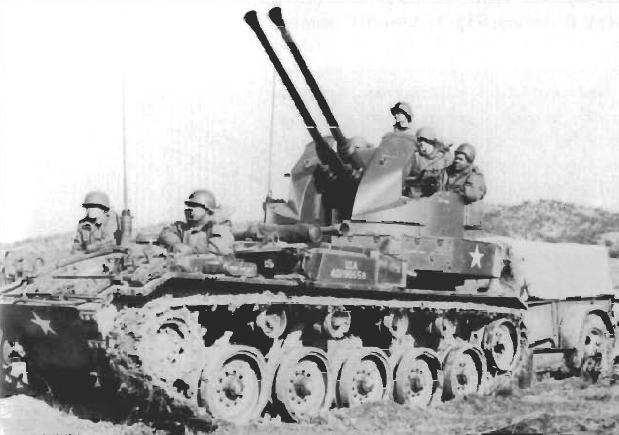
Un M19 Gun Motor Carriage en Corée, 1950.

Ce soir-là, le sergent Ernest R. Kouma (en) conduit une patrouille de deux chars M26 Pershing et deux M19 Multiple Gun Motor Carriage vers Agok. Kouma dirige sa patrouille à l’ouest d’Agok près du ferry de Kihang. À 20 h 0 un épais brouillard couvre la rivière, et à 22 h 0, les obus de mortier commencent à tomber sur le côté de la rivière tenu par les Américains. À 22 h 15, les tirs s'intensifient et les tirs de mortier nord-coréen touchent les positions de la compagnie A. Les Américains répondent à leur tour par des tirs de contrebatterie de mortier et d'artillerie. Certains des hommes de la compagnie A rapportent avoir entendu des bruits sur la rive opposée de la rivière et des bruits d'éclaboussures dans l'eau.
À 22 h 30 le brouillard se lève et Kouma se rend compte qu'un pont flottant nord-coréen est posé en travers de la rivière juste en face de sa position. Quatre véhicules de Kouma attaquent cette structure, et après environ une minute d’un feu nourri, le pont s’effondre, et les bateaux le soutenant sont coulés. À 23 h 00 un petit combat à l'arme légère éclate sur le côté gauche de la compagnie A au nord des tanks. Cette fusillade dure seulement deux ou trois minutes lorsque les escouades de la compagnie A chargées du barrage routier à proximité des tanks reçoit par téléphone de campagne que la compagnie se retire sur ses positions initiales sur la crête et qu'ils devraient faire de même.
La patrouille de Kouma est ensuite prise en embuscade par un groupe de Nord-Coréens vêtu d'uniformes militaires américains. Kouma est blessé et les trois autres véhicules doivent se retirer, mais il tient sa position à Agok jusqu'à 07h30 le lendemain matin avec son seul tank. Dans l'attaque contre la compagnie A, les Coréens du Nord frappent le 1er peloton, qui est près d'Agok, mais ils ne trouvent pas le 2e peloton plus au nord.
La 9e division d’infanterie nord-coréenne traverse le Nakdong, commence l'attaque sur la rive Est vers minuit et déborde rapidement les positions de la compagnie C, au nord de la compagnie A. Là, les Nord-Coréens attaquent en force au son des sifflets. La compagnie ne peut tenir ses positions que peu de temps avant de tenter une échappée. Beaucoup d'hommes manœuvrent alors vers le Sud, certains d'entre eux rejoignant pendant la nuit les positions de la compagnie A sur la crête près d'Agok. La majeure partie de la compagnie C se déplace jusqu'aux positions de 25e division au sud de la Nakdong. Le 1er septembre la division rapporte que 110 hommes de la compagnie C ont rejoint ses lignes.

### La traversée des Nord-coréens
Pendant ce temps, à 8,0 km au nord d’Agok et de la position de la compagnie A, la compagnie B du 9e régiment d’infanterie américain, tient une position similaire sur la colline 209 surplombant l’embarcadère du ferry de Paekchin. Ce ferry est situé au milieu du Naktdong Bulge, là où la route de Yongsan traverse le Nakdong. La 2e division d'infanterie américaine avait prévu une mission de reconnaissance depuis ce point la nuit du 31 août, la même nuit que l'offensive du 1er corps d'armée nord-coréen à travers la rivière.
Vers la fin du mois, deux patrouilles de reconnaissance du 9e régiment d’infanterie américain traverse la rive ouest du Nakdong et observent l’activité des tanks et des troupes nord-coréenne à 3,2 km à l'ouest du fleuve. Les informations obtenues par la suite permettent d’identifier ces unités comme le poste de commandement de la 9e division nord-coréen. Le 25 août, le commandant du 9e d'infanterie, le colonel John G. Hill décrit l'opération Manchu, qui projette l'envoi d'une patrouille de combat de la taille d'une compagnie traverser la rivière, avancer jusqu'au centre de commandement et de communication nord-coréenne supposé, le détruire, capturer des prisonniers, et recueillir des renseignements.
Le 9e régiment d'infanterie planifie la Task Force Manchu sur les ordres du major général Laurence B. Keiser, commandant de la 2e division qui a lui-même reçu des instructions du commandant de la 8e armée américaine, le lieutenant général Walton Walker, afin de mener des patrouilles agressives. Keiser décide que la patrouille devra traverser la rivière au ferry Paekchin. La compagnie E du 9e d’infanterie de réserve, renforcée par une section de mitrailleuses légères de la compagnie H, doit être la force d’attaque. Le 1er peloton, 2e bataillon du génie (États-Unis), est chargé de le transporter à travers la rivière par bateaux d'assaut (en) la nuit du 31 août. Deux compagnies lourdement armées entreprises, D et H, sont également chargées de fournir une section de mitrailleuses lourdes, une section de mortiers de 81 mm, et une section de canon de 75 mm comme appui feu. Un peloton de mortiers de 4,2 pouces est également chargé d'apporter un soutien.
À la nuit tombée, le 31 août, le premier-lieutenant Charles I. Caldwell de la compagnie D et le premier-lieutenant Edward Schmitt de la compagnie H, 9e d'infanterie, manœuvre avec leurs armes et leurs hommes en direction de la base de la colline 209, qui est au sein du secteur de défense de la compagnie B et qui surplombe l'embarcadère du ferry sur le Nakdong. La compagnie E est encore sur ses positions de réserve à environ 3,2 km à l'ouest de Yongsan, et se prépare avec le peloton du génie à manœuvrer vers le site de la traversée. Le colonel Hill a déjà pris les devants plutôt dans la soirée avec le peloton de mortier de 4,2 pouces vers sa position également à la base de la colline 209 où les mortiers vont être installés pour l’opération.
À 21 h 0, l'unité de première ligne la plus proche est la compagnie B au sommet de la colline 209, à 1,6 km au nord de la route de la rivière qui passe le long de la base sud de la colline. L'aumônier du régiment, le capitaine Lewis B. Sheen, avait rejoint la compagnie B dans l'après-midi afin de tenir son office. Au sommet de la colline 209, l’aumônier Sheen et les hommes de la compagnie B entendent après le crépuscule, des bruits dans l'eau en dessous d’eux. Ils découvrent bientôt une longue lignée de soldats nord-coréens traversant la rivière à gué.
La première traversée nord-coréenne au ferry Paekchin prend par surprise le peloton de mortiers lourds encore encours d’installation avec son matériel. Elle surprend également la plupart des hommes des compagnies D et H au pied de la colline 209, à 800 mètres du site de traversée. Les Nord-Coréens tuent ou capturent nombre de soldats parmi ces troupes. Le colonel John G. HILL est sur place, mais il réussit à s'échapper vers l'arrière juste avant minuit, avec plusieurs hommes, au moment où la division annule finalement l'opération Manchu en raison de l'attaque nord-coréenne. Le premier transport d’armes lourdes armes est en chemin vers le sommet de la colline quand l'attaque nord-coréenne engloutit les hommes à son pied. Il se précipite alors vers le sommet où le groupe avancé l’attend et là, en toute hâte, se retranche sur un petit périmètre. Ce groupe n'a pas été attaqué pendant la nuit.
De 21 h 30 jusqu'à un peu après minuit, la 9e division nord-coréenne franchit le Nakdong à un certain nombre de points de passage et grimpe les collines tranquillement vers les positions du 9e régiment américain. Après une préparation d'artillerie, l'infanterie nord-coréenne est en position pour lancer son attaque. Elle commence dans la partie nord du secteur du régiment et se déplace rapidement vers le Sud. Sur chaque site de passage, les Nord-Coréens submergent les défenseurs de l'ONU avant de construire des ponts de bateaux pour faire traverser leurs véhicules et leurs blindés.
À 2 h 0, la compagnie B est attaquée. Un camion s’arrête au pied de la colline, puis un coup de sifflet retentit et un ordre est crié. Les soldats nord-coréens commencent alors à grimper la pente. Les collines des deux côtés de la compagnie B sont également attaquées comme la colline 311, un terrain accidenté à 2,4 km du fleuve et le principal objectif immédiat des Nord-Coréens. Les Nord-Coréens ne sont apparemment pas au courant de la présence de la Task Force Manchu plus bas sur la colline et cette dernière n’est pas attaquée pendant la nuit. Mais plus haut sur la colline 209, les Coréens repoussent la compagnie B de sa position, lui infligeant de très lourdes pertes. Le capitaine Lewis B. Sheen réussit à conduire un groupe de soldats derrière les lignes amies le 4 septembre.
À 3 h 0, le 1er septembre, le 9e régiment d'infanterie ordonne à sa seule unité de réserve, la compagnie E de se déplacer vers l'Ouest le long de la route Yongsan-Nakdong et de prendre une position de blocage dans la passe entre Cloverleaf Hill et Obong-ni Ridge, à 4,8 km de la rivière et à 9,7 km de Yongsan. C’est un terrain critique où se sont déjà déroulés de violents combats lors de la première bataille du Nakdong. Les combats commencent dans la passe à 2 h 30 quand un char moyen américain de la compagnie A du 72e tank Battalion, met hors service un T-34 à Tugok, également appelé Morisil. Mais la compagnie E ne peut atteindre son objectif. À 3 h 30, une grande force nord-coréenne surprend la compagnie qui se retrouve sous un feu nourri depuis une position à cheval sur la route à l'est de la passe. La compagnie subie de lourdes pertes, y compris le commandant de la compagnie et l'aide de Keiser qui avait accompagné la force. Avec Cloverleaf Hill et Obong-ni Ridge, le meilleur terrain défensif entre Yongsan et la rivière, les Nord-Coréens contrôlent les hauteurs. La 2e division américaine d'infanterie doit maintenant fonder sa défense de Yongsan sur terrain défensif relativement compliqué, les basses collines à l'extrémité ouest de la ville.

### Le d'infanterie attaqué

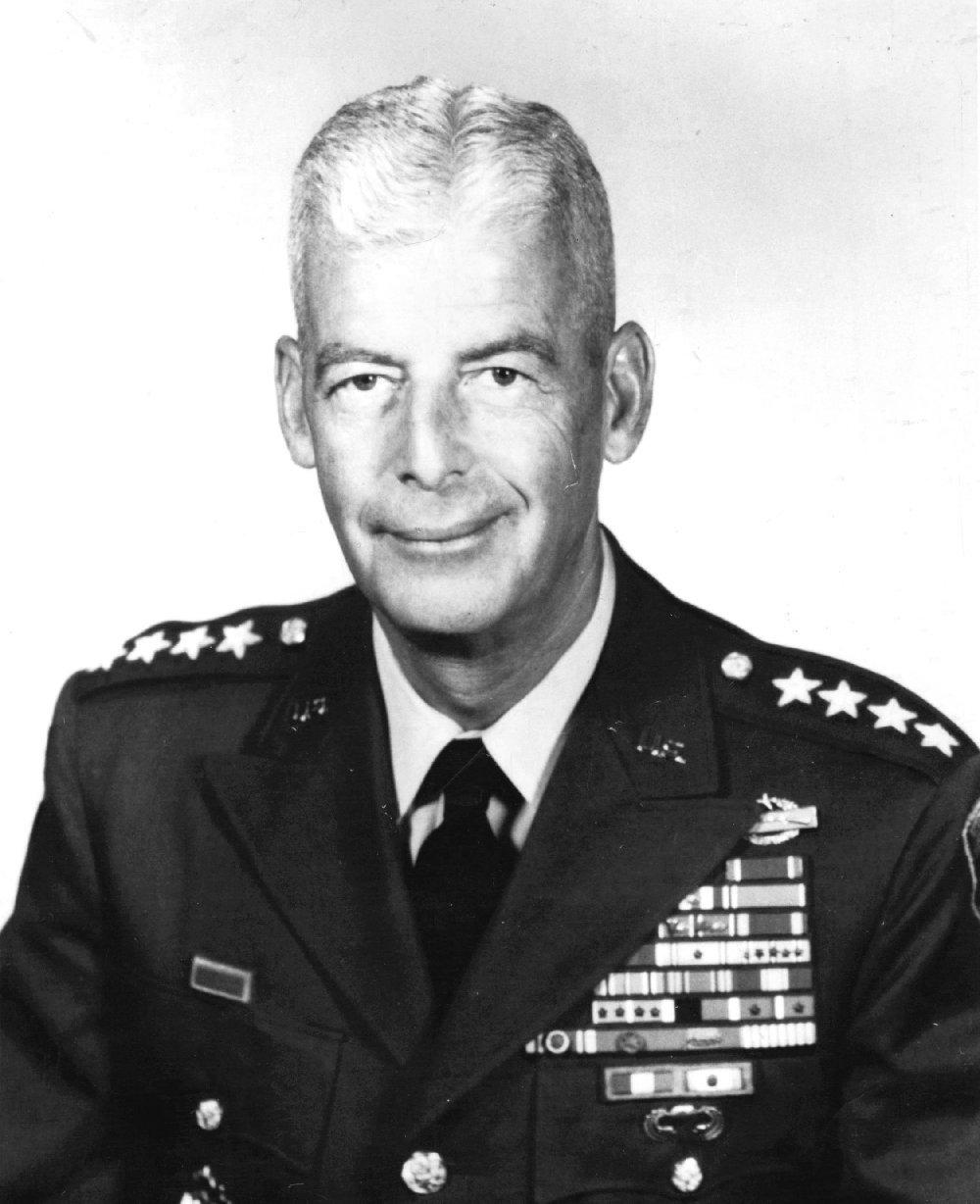
Paul L Freeman est le commandant du d'infanterie lors de la seconde bataille du Nakdong (photo postérieur à la bataille, il est alors général).

### Le23erégimentd'infanterie attaqué
Au nord du secteur du 9e régiment d'infanterie de la 2e division le long du Nakdong, le 23e régiment d'infanterie prend la relève le 29 août du 3e bataillon du 38e régiment d'infanterie,. Le 1er septembre, le 23e régiment prend position dans ce nouveau secteur dont il n'a qu'une connaissance limitée. Il prend le contrôle de plus de 15 000 m de terrain le long du Nakdong sans son 3e bataillon qui avait été attaché à la 1re division de cavalerie américaine plus haut nord. Le colonel Paul L. Freeman, le commandant du régiment, déploie le 1er bataillon sur les hauteurs le long de la rivière avec trois compagnies côte à côte. Le 1er bataillon, sous les ordres du lieutenant-colonel américain Claire E. Hutchin, Jr., envoie des pelotons en avant poste sur les collines. Il place le 2e bataillon en position de réserve à 13 km derrière le 1er bataillon et dans une position où il peut commander le réseau routier. Le 31 août, la 2e division envoie également la compagnie E au sud vers une position de réserve dans le secteur du 9e régiment d’infanterie.
Deux routes traversent le secteur régimentaire depuis le fleuve Nakdong vers Changnyeong. La route principale prend la direction du sud le long de la rive est de la rivière à Pugong-ni , puis tourne au nord-est à Changnyong. Une route secondaire prend la direction du nord et se courbe autour des marais et des lacs, dont le plus important est le Lake U-p'o (en), à Changnyong. Le 1er bataillon du 23e régiment garde ces deux voies d'accès à Changnyong.
Les 42 hommes du 2e peloton, compagnie B, 23e d'infanterie occupent des avant-postes sur sept collines couvrant 2 400 m de front le long de la rive Est du Nakdong au nord de Pugong-ni. De ces positions, ils peuvent observer dans l'après-midi du 31 août, deux grands groupes de soldats nord-coréens à travers le fleuve et dans les rizières à proximité. Des tirs d'artillerie les dispersent. Mais juste avant la nuit, le peloton voit une colonne de Nord-Coréens descendre des collines et se diriger vers le fleuve. Ils le signalent immédiatement au poste de commandement du bataillon. L’observateur avancé d'artillerie, qui estime la colonne à 2 000 personnes, croit avoir affaire à des réfugiés. Mais, Freeman ordonne immédiatement à l'artillerie de tirer sur la colonne, ce qui n'empêche pas les Nord-coréens de poursuivre leur avancée.
À 21 h 0 les premiers obus d’une préparation d’artillerie nord-coréenne tombent contre les positions américaines du 2e peloton à proximité de la rivière. L'infanterie nord-coréenne commence alors à traverser la rivière et à grimper les collines dans l'obscurité sous couvert de son artillerie. À 23 h 0, les tirs d’artillerie cessent et les Nord-Coréens lancent leur attaque contre le 2e peloton, le repoussant de la colline après un court combat. Des attaques similaires se déroulent tout le long de la ligne d'avant-poste du bataillon.
Sur la gauche du régiment américain, le long de la principale route Pugong-ni-Changnyong, les soldats nord-coréens débordent complètement la compagnie C à 3 h 0 le 1er septembre. Seuls sept hommes répondent à l’appel de la compagnie C à ce moment et trois jours plus tard, après le retour des derniers retardataires et de ceux qui ont coupé derrière les lignes nord-coréennes, la compagnie ne compte plus que vingt hommes. Comme l’attaque nord-coréenne se déroule de nuit, le 1er bataillon réussit tout de même à replier la plupart de ses forces, à l’exception de la compagnie C, juste au nord du lac U-p’o et des collines surplombant la route vers Changnyong, à 4,8 km à l’est du fleuve et à 8 km à l’ouest de la ville. La compagnie B subit de lourdes pertes lors de cette opération.
Lorsque l’on apprend au quartier général du régiment que le 1er bataillon a été débordé, le colonel Freeman obtient les compagnies G et F en réserve de la 2e division et envoie la première pour aider le 1er bataillon et la seconde sur la route sud vers Pugong-ni et la compagnie C. Le major Lloyd K. Jenson, commandant en second du 2e bataillon, accompagne la compagnie F sur la route de Pugong-ni. Cette force ne peut atteindre la compagnie C, mais Jenson recueille les traînards de cette compagnie et saisit les hauteurs sur cette principale voie d’accès à Changnyong près de Ponch'o-ri au-dessus du lac Sanorho, et installe une position défensive à cet endroit. La 2e division déploie également la compagnie E et le lendemain, cette dernière rejoint la compagnie F pour construire ce qui devient la principale position défensive du 23e régiment devant Changnyong. Pendant la nuit, des troupes nord-coréennes passent autour du flanc droit de la position de blocage du 1er bataillon. Ils atteignent la route à trois miles derrière le bataillon près des positions d’artillerie de la division. Le Headquarters and Service Company (en) du 23e d'infanterie et d'autres unités divers du régiment arrêtent finalement cette pénétration près du poste de commandement régimentaire à 8 km au nord-ouest de Changnyong.

### La2edivisionaméricaine

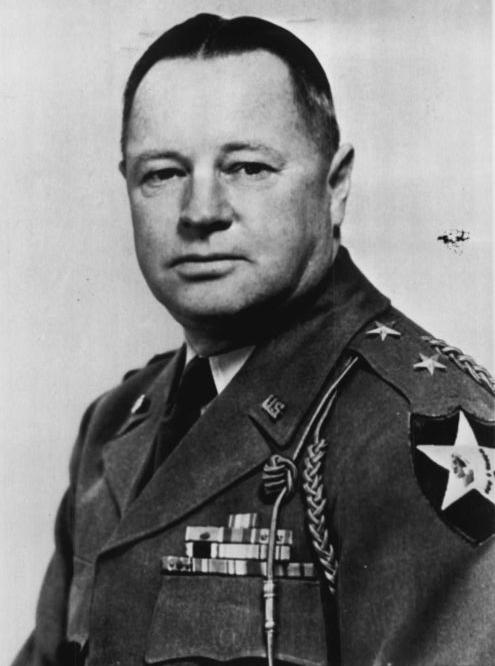
Le général Laurence B. Keiser, commandant la 2e division américaine.

Dans la matinée du 1er septembre, les rapports arrivant au siège de la 2e division américaine indiquent clairement que les Nord-Coréens ont atteint la route qui relie du nord au sud Changnyong à Yongsan route et coupent ainsi la 2e division en deux. Les 38e et 23e régiments d'infanterie avec la majeure partie de l'artillerie de la division située plus au nord se retrouvent coupés du quartier général de la division et du 9e régiment d'infanterie plus au sud. Keiser décide d’utiliser cette situation pour constituer deux forces spéciales à partir de la division. En conséquence, il place le commandant de la division d'artillerie, le général de brigade Loyal M. Haynes, à la tête du groupe nord. Le poste de commandement de Haynes est situé à 11 km au nord de Changnyong. La Task Force Haynes devient opérationnelle à 10:20, le 1er septembre. Au sud, dans la région de Yongsan, Keiser place le général de brigade Joseph S. Bradley, commandant en second de la division, à la tête du 9e régiment d'infanterie, du 2e bataillon de combat du génie, la plupart des chars du 72e bataillon de chars, et d'autres unités diverses de la division. Ce groupe sud prend le nom de Task Force Bradley.
La 2e division nord-coréenne concentre ses forces dans la zone Sinban-ni à l'ouest du fleuve et prévoit d’attaquer fort vers l'Est à travers le fleuve afin de saisir les deux voies d’accès vers Changnyong, au nord et au sud du lac U-p'o. Au 31 août 1950, le lac U-p'o est un grand plan d’eau, mais relativement peu profond. Les trois régiments de la 2e division nord-coréenne, les 4e, 17e et 6e traversent pendant la nuit vers la rive Est du Nakdong dans le secteur du 23e régiment.
À l'aube, le 1er septembre, Keiser au QG de la 2e division à Muan-ni, à 11 km à l'est de Yongsan sur la route de Miryang, estime que sa division est en difficulté. L'attaque massive des Nord-Coréens a réussi une pénétration profonde sur l'ensemble du secteur de la division, sauf au nord, dans la zone du 38e régiment infanterie. La 9e division nord-coréenne effectue le passage du Nakdong à travers deux principaux points dans le secteur du 9e régiment d’infanterie ; dans le même temps, la 2e division nord-coréenne, traverse en trois endroits dans le secteur du 23e régiment d'infanterie ; et la 10e division nord-coréenne commence à traverser dans la région de la colline 409 près de Hyongp'ung dans le secteur américain du 38e d’infanterie. À 08h10, Keiser téléphone au quartier général de la 8e armée et rapporte que les pénétrations nord-coréennes les plus lourdes et les plus profonds se déroulent dans le secteur du 9e régiment d’infanterie.
Les avions de liaison de la division survolent chaque heure la zone afin d'observer les progrès nord-coréens progrès et pour localiser les unités de première ligne de la 2e division. Les communications entre le quartier général de la division et les QG régimentaire avec les unités avancées sont  presque toutes rompues. Débutant à 09:30 et continuant tout le long de la journée, la section d’aviation légère de la division d’artillerie tente de localiser les unités isolées par les Nord-Coréens et effectuent quatorze largages de munitions, de nourriture, d'eau et de fournitures médicales. L'information arrivant lentement au quartier général de la division, ce dernier met un certain temps à réaliser que les Nord-Coréens ont effectué une percée de 9,7 km de large et de 13 km de profondeur au milieu de la ligne de la division ainsi que des pénétrations de moindre envergure en d’autres points. La ligne de front des bataillons des 9e et 23e régiments est relativement désorganisée et certaines compagnies ont pratiquement disparu. Keiser espère qu'il pourra organiser une défense le long de la route Changnyong-Yongsan à l'est du fleuve Nakdong, et bloquer l’accès aux Nord-coréens à la passe menant vers l'est et Miryang et Ch'ongdo.

### Renforts

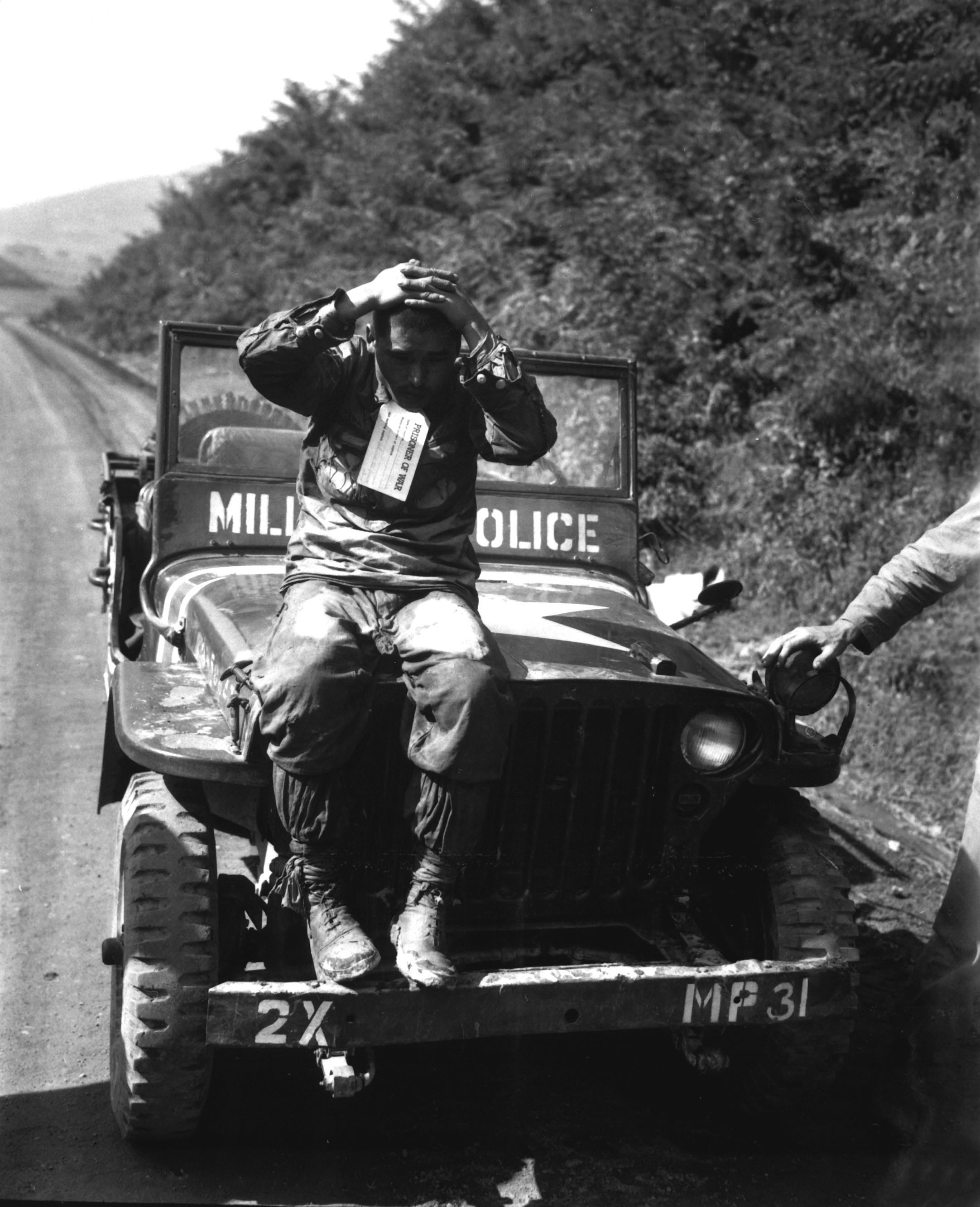
Un prisonnier nord-coréen capturé par un marines américain au Nakdong Bulge le 4 septembre 1950.

À 09:00, Walker demande à l'US Air Force de faire un effort maximum le long du fleuve Nakdong, depuis Toksong-dong, juste au-dessus des limites de la 2e division, en direction du sud sur une profondeur de 24 km à l'ouest du fleuve. Il veut que l'armée de l'air isole le champ de bataille afin de prévenir d'autres renforts et couper l'approvisionnement nord-coréen à travers le fleuve à l'appui des unités de première ligne.  Le commandement d'Extrême-Orient demande également à l'US Navy de se joindre à l'effort. La septième flotte américaine arrête alors ses frappes sur la zone Incheon-Séoul afin de filer vers le Sud à pleine vapeur. À 12h00, Walker se rend sur le front de la 2e division et ordonne à cette dernière de tenir à tout prix. Dans le même temps, il ordonne d'envoyer des renforts au sol dans la zone de Yongsan.
Au cours de la matinée du 1er septembre, Walker évalue les nouvelles venant de son front sud, afin de déterminer où déployer ses réserves sur le périmètre de Busan de manière la plus efficace. Depuis minuit, le 1er corps nord-coréen a rompu le périmètre en deux endroits – les 2e et 9e divisions dans le secteur de la 25e division américaine et les 6e et 7e divisions  dans le secteur de la 2e division US, au-dessous de la jonction de la Nam et du Nakdong. Dans le secteur de la 2e division, les troupes nord-coréennes arrivent à proximité de Yongsan, la porte d’entrée d’un couloir de 19 km menant vers Miryang à l’Est, et la principale voie de communication (autoroute et voie ferrée) entre Busan et Moukden.
La 8e armée a en réserve trois régiments d'infanterie en sous-effectif et deux bataillons de la 27e brigade d'infanterie britannique qui n'est pas encore complètement équipée et prête à être envoyé au front. La 1re brigade provisoire des Marines à Changwon à 9,7 km au nord-est de Masan se prépare à manœuvrer vers le port de Busan. Le 27e régiment d'infanterie de la 25e division américaine, qui est arrivé à Masan seulement la veille à 20h30 pour relever le 5e régiment de combat, lui-même parti se joindre à la 24e Division dans la zone de Daegu. Et le 19e régiment d'infanterie de la 24e division d'infanterie américaine, stationné avec le quartier général de cette division à Kyongsan au sud-est de Daegu. Walker alerte à la fois le QG de la 24e division, en même temps que le 19e régiment, et la 1re brigade de Marine de se tenir prêt à manœuvrer dès qu’il en donnera l’ordre ; ainsi que la 24e division et les Marines.
Dans le courant de la matinée, le général Walker estime que la situation la plus critique se situe dans la zone du Naktong Bulge dans le secteur de la 2e division des  États-Unis. Là, les Nord-Coréens menacent Miryang et avec elle, la totalité des positions de la 8e armée. À 11h00, Walker ordonne au général de brigade des Marines Edward A. Craig, commandant de la 1re brigade provisoire, de se préparer au mouvement. Les marines sont effectivement prêts à partir pour le Nakdong Bulge à 13h30.

### L'avancée nord-coréenne
La situation sur le front est chaotique pendant la journée du 1er septembre. Dans le courant de la nuit, les Nord-Coréens ont traversé au ferry Kihang, capturé Agok, et dispersé la compagnie A du 9e d’infanterie au nord de Agok. La compagnie A s’est ensuite repliée sur des positions en retrait de la rivière sur la ligne de crête. De là, à la lumière du jour, les hommes peuvent observer des soldats nord-coréens sur plusieurs des crêtes qui les entourent, la plupart d'entre eux vers l’est. Après plusieurs heures, le 2e peloton de la compagnie A est envoyé en patrouille sur la colline près d’Agok pour récupérer de l’approvisionnement abandonné là la nuit précédente. Il revient plus tard avec de l'eau, des rations et des munitions.
Plus tard dans la matinée, des barges nord-coréennes franchissent le Nakdong au pied de la compagnie A. La compagnie envoie alors une escouade avec une mitrailleuse légère à la pointe sud de la crête surplombant Agok afin de prendre ces troupes sous le feu. Lorsque l'escouade atteint la pointe de la crête, elle constate qu’une force nord-coréenne occupe les maisons à sa base. La compagnie frappe ces maisons avec de l'artillerie. Les Nord-Coréens évacuent alors les bâtiments en courant vers la rivière. La mitrailleuse légère à la pointe de la crête les prend ensuite sous son feu, comme le fait une autre à travers le Naktong depuis le sud dans le secteur de la 25e division d'infanterie américaine. Des fusées de proximité finissent de décimer ce groupe. Ce feu combiné inflige à cette force environ 300 victimes. Dans l'après-midi, l'aviation américaine parachute de la nourriture et des munitions à la compagnie A, mais seule une partie peut-être  récupérée. Le 1er bataillon ordonne à la compagnie A de se replier ce soir-là.
Lors du repli, la compagnie se heurte à une force nord-Coréenne assez considérable et se fait quasiment anéantir dans le combat qui suit. La plupart des hommes de la compagnie, y compris son commandant, sont tués. Dans cette bataille désespérée, le soldat de première classe et chef d'escouade, Luther H. Story (en) se  bat avec tant de ténacité qu'il a reçu la Medal of Honor. Grièvement blessé, Story refuse d'être un fardeau pour ceux qui pourraient encore s'échapper, et il est aperçu une dernière fois alors qu'il se bat encore contre des Nord-coréens au corps-à-corps. Un premier groupe d'environ dix hommes peut s'échapper et rejoindre les lignes amies. Le lendemain matin, sous un épais brouillard, le groupe chemine à la boussole vers Yongsan. À 12 h 00 depuis une colline, alors que le brouillard s'est levé, les hommes observent en contrebas la bataille de Yongsan. Dans l’après-midi, les survivants de la compagnie rejoignent les lignes du 72e bataillon de tank près de Yongsan. Des retardataires de cette unité continuent à affluer au cours des jours suivants.

### La fin de la Task Force Manchu
| |  |  |
| Les soldats Joseph R. Ouellette (en) (à gauche), Travis E. Watkins (en) (à droite) et Luther H. Story (en) reçoivent tous trois la Medal of Honor à titre posthume pour leurs actions lors de la bataille. |  |  |

Pendant ce temps, la Task Force Manchu tient toujours sa position le long du fleuve Nakdong, à environ 8,0 km au nord de l'endroit où la compagnie A a été détruite à l'extrémité sud de la ligne. Le périmètre, tenu par les hommes des compagnies D et H du  9e d’infanterie qui ont commencé à grimper la colline avant que les Nord-Coréens frappent, se trouve sur la proéminence sud de la colline 209 à 800 m au sud des positions de la compagnie B. En plus des hommes des compagnies D et H, il y a quelques soldats du peloton de mortiers lourds et un ou deux de la compagnie B. Au total, 60 à 70 hommes forment le groupe. Ce dernier dispose d’une radio SCR-300, d’une mitrailleuse lourde, de deux mitrailleuses légères, d’un fusil Browning BAR M1918, d’environ 20 fusils M1 Garand, et d’environ 40 carabines ou pistolets. Le groupe est commandé par le premier lieutenant Edward Schmitt.
Pendant la nuit, Schmitt établit une communication radio avec le 1er bataillon du 9e d'infanterie.  À l'aube, Schmitt et son groupe se rendent compte qu'ils sont encerclés par les Nord-Coréens. Un groupe occupe la position au-dessus d'eux, anciennement détenu par la compagnie B. En dessous d'eux, les Nord-Coréens continuent de traverser le fleuve et à acheminer des fournitures vers leurs unités de combat au front, certaines d'entre elles se trouvant déjà à plusieurs kilomètres à l'Est. Les Nord-Coréens découvrent rapidement la position de la Task Force Manchu. Ils lancent une première attaque à 14h00, mais ils sont repoussés. La nuit suivante, une force évaluée à la taille d’une compagnie, attaque par trois fois, mais échoue à chaque fois à pénétrer le périmètre très serré américain. L’aube du deuxième jour révèle un grand nombre de morts nord-coréens sur les pentes raides à l'extérieur du périmètre.
Dans l'après-midi du 2 septembre, Schmitt demande par radio au 1er bataillon un parachutage de ravitaillement. Un avion américain tente un largage, mais le périmètre est si petit et les pentes si raides que pratiquement toutes les fournitures sont tombées aux mains des Nord-coréens. Une seconde tentative à 19h00 permet aux Américains de récupérer des fournitures et des munitions. Le soldat de première classe Joseph R. Ouellette (en), de la compagnie H quitte également le périmètre afin de rassembler des armes, des munitions et des grenades sur les morts nord-coréens. Lors de cette opération, il est attaqué à plusieurs reprises et doit notamment se battre et tuer au corps-à-corps l'un de ses assaillants.
Ce même après-midi, les Coréens du Nord envoient un prisonnier américain sur la colline avec le message : « Vous avez une heure pour vous rendre ou vous serez mis en pièces ». Échouant dans leurs tentatives précédentes d'attaque frontale afin de réduire la petite force, les Nord-Coréens effectuent des tirs de mortier sur la position. Suivis 45 minutes plus tard, par des tirs antichars et le balayage du périmètre par deux mitrailleuses depuis des positions les surplombant au nord sur la pente de la colline 209. Un peu plus tard, les mortiers mis en place sur une crête voisine plus élevée à l'Est ciblent également le périmètre de Schmitt et continuent à tirer jusqu'à la nuit tombée. Le feu continu des mitrailleuses contraint tous les hommes à rester dans leur trou (en). L’arrêt des tirs de mortier avec l'obscurité marque le signal d’attaques d'infanterie renouvelées, mais toutes repoussées. Mais le nombre de tués et de blessés dans le périmètre est de plus en plus important, et les provisions sont en forte baisse. Il n'y a notamment plus de fournitures médicales, à l'exception de celles qui sont transportées par un infirmier.
Le troisième jour, le 3 septembre, la situation empire. Le temps est chaud et les munitions, la nourriture et de manière générale l’ensemble des fournitures viennent complètement à manquer. Depuis l'après-midi précédent, les tirs de barrages nord-coréens de mortier alternent avec les assauts d'infanterie contre le périmètre. Les survivants estiment par la suite à une vingtaine d'attaques d'infanterie séparées et repoussées. Deux mitrailleuses nord-coréennes balaient le périmètre chaque fois que quelqu'un soldat américain se montre bloquant ces derniers dans leurs trous. Des éclats de mortier détruisent la radio coupant toutes communications avec les autres unités américaines. Les frappes aériennes et d'artillerie demandées par Schmitt n'arrivent finalement jamais. Quelques Coréens du Nord se sont frayé un chemin près du périmètre et y ont jeté des grenades. Par six fois Joseph R. Ouellette doit bondir de son trou pour échapper aux grenades, mais ce dernier finit par être tué lors de cette action. La plupart des trous du périmètre reçoivent un à plusieurs coups de mortier directs au cours de cette pluie de tir. L'un d'eux tue également Schmitt le 3 septembre, laissant le commandement au lieutenant Raymond J. McDoniel de la compagnie D, officier senior survivant.
À l’aube, le matin du 4 septembre seulement deux officiers et environ la moitié des hommes rassemblés sur la colline sont encore en vie. Avec seulement un chargeur de munitions et quelques grenades par homme et sans aucune aide possible faute de moyen de communication, McDoniel décide d'abandonner la position ce soir-là. À la nuit tombée, les survivants se divisent en petits groupes et essaient de revenir vers les lignes amies. Ce même soir, les Nord-Coréens lancent une autre attaque contre la position. À 22h00, McDoniel et Caldwell et 27 hommes s’échappent de la colline par groupes de quatre. Le sergent-chef Travis E. Watkins (en) paralysé par une blessure refuse l’évacuation, affirmant  qu'il ne veut pas être un fardeau pour ceux qui peuvent tenter de s’échapper. Il demande seulement que sa carabine soit chargée et placée sur sa poitrine avec le canon sous son menton. Comme Oullette, on lui décerne également la Medal of Honor pour ses actions lors de ce combat. Sur les 29 hommes qui ont pu quitter la colline la nuit du 4 septembre, 22 atteignent les lignes amies, beaucoup d'entre eux en remontant le Naktong en aval, se cachant le jour et se déplaçant la nuit, jusqu'à atteindre les lignes de la 25e division d'infanterie américaines,.
Les membres de la Task Force Manchu qui se sont échappés de la colline 209 ramènent des renseignements considérables sur l'activité nord-coréenne à proximité du site ferry de Paekchin. Sur ce site, les Coréens du Nord ont mis en place un gué sous-marin (en) et à une courte distance en aval, chaque nuit, ils placent un pont flottant sur le fleuve et font traverser leurs troupes et du matériel avant l'aube.

### Changyong

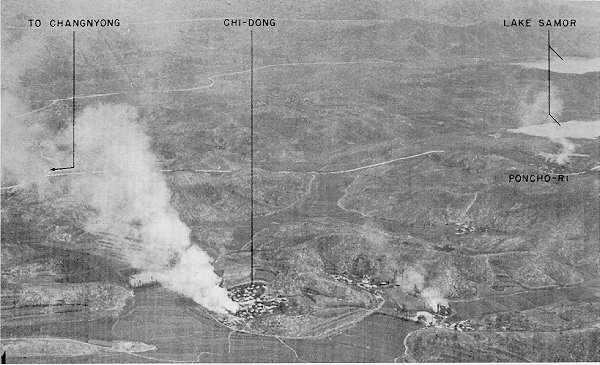
Les positions défensives de Changnyong, 1950.

Au Nord du 9e régiment d’infanterie américain et des combats du Naktong Bulge et autour de Yongsan, le 23e régiment d'infanterie est, après le 1er septembre, dans une situation très précaire. Son 1er bataillon est chassé de ses positions sur le fleuve et isolé à 4,8 km à l'ouest. Environ 400 Nord-Coréens envahissent peu après le poste de commandement du régiment, obligeant le colonel Paul L. Freeman, Jr. à le reculer de 550 m. Là, à 8 km au nord-ouest de Changnyong, le quartier général du 23e régiment et sa compagnie ainsi que diverses unités vont livrer un combat acharné de près de 3 heures.
Les Nord-Coréens poussent vers Changnyong dans l'après-midi du 2 septembre entrainant le retrait des forces de police nationale ROK de la ville. Les Nord-Coréens atteignent la cité dans la soirée. Ses communications rompues au sud avec le QG de la 2e division et le 9e régiment, le général de brigade Loyal M. Haynes décide dans la journée d'envoyer une patrouille de tank sur la route Yongsan afin de rétablir la communication. La compagnie C du 72e bataillon de tank conduit ses chars vers le Sud. Ils doivent se frayer un chemin sur la route à travers plusieurs barrages routiers. Sur les trois chars initiaux, seul le char de tête parvient à Yongsan et informe le général de brigade Joseph S. Bradley de la position de la Force opérationnelle Haynes.
Encore plus au nord dans la zone du 38e régiment d’infanterie, les Nord-Coréens sont également actifs. Après la percée nord-coréenne de la nuit du 31 août, Keiser avait ordonné au 2e bataillon du 38e d'infanterie de manœuvrer vers le Sud afin d'aider le 23e régiment d'infanterie à établir une position défensive à l'ouest de Changnyong. En chemin, le bataillon découvre des troupes nord-coréennes déjà sur les crêtes le long de la route. Ils avaient pénétré sur la colline 284 surplombant le poste de commandement du 38e d'infanterie. Cette colline et la colline 209 dominent les zones arrière du régiment. À 06h00, le 3 septembre, 300 Nord-Coréens lancent une attaque sur la colline 284 contre le poste de commandement du 38e. Le commandant du régiment organise un périmètre défensif et demande un bombardement qui lui est refusé parce que la cible ennemie et son périmètre de défense sont trop proches l'un de l'autre. Mais l'US Air Force délivre tout de même des frappes aériennes.
Ce combat continue jusqu'au 5 septembre. Ce jour-là, la compagnie F capture la colline 284 tuant 150 Nord-Coréens. Depuis la crête, lui et ses hommes observent un grand nombre de Nord-Coréens courir dans un village en dessous d’eux. Il dirige les tirs d'artillerie qui détruisent le village. Parmi le matériel nord-coréen abandonné sur la colline, les hommes de Schauer trouvent vingt-cinq mitrailleuses Browning BAR M1918, une grande radio américaine, trente boîtes de grenade à fragmentation et assourdissantes américaines, et quelques rations également américaines.

### Le1erbataillondu23ed'infanterie isolé
Pendant ce temps, l’arrière du 1er bataillon d'Infanterie est coupé à 4,8 km à l'ouest des unités amies les plus proches. Le 1er septembre, le régiment lui ordonne de se retirer dans la zone de Changnyong. À 14h00, une patrouille de tank et d'infanterie est envoyée sur la route, mais des rapports indiquent qu'un bataillon nord-coréen tient le col dans la montagne juste à l'est du périmètre de défense du bataillon. À la réception de ce rapport, le commandant du bataillon demande l'autorisation par radio de tenir sa position actuelle afin de gêner le mouvement des renforts et des approvisionnements nord-coréens. Dans la soirée, Freeman approuve cette demande, et le 1er bataillon passe trois jours sur sa position isolée. Pendant ce temps, des avions C-47 Skytrain fournissent le ravitaillement nécessaire au bataillon par parachutage.
Le matin du 1er septembre, le 3e bataillon du 38e d'infanterie manœuvre pour une attaque à l'ouest du poste de commandement du 23e régiment près de Mosan-ni afin d’ouvrir la route au 1er bataillon du 23e. Le deuxième jour des combats au col, la force de secours franchi le barrage routier avec l'aide de frappes aériennes et d'artillerie et des tirs de char. Les éléments avancés du bataillon rejoignent le 1er bataillon à 17h00 le 2 septembre. Dans la soirée, les Nord-Coréens attaquent en force le 3e bataillon sur la colline 209 au nord de la route et en face du 1er Bataillon, repoussant une compagnie de sa position.
Le 4 septembre, Haynes modifie la limite entre le 38e et le 23e régiments d'Infanterie, attribuant la partie nord du secteur du 23e au 38e d'infanterie, permettant ainsi au 1er bataillon de manœuvrer vers le sud pour aider le 2e bataillon à défendre l’approche sud de Changnyong. Le 1er bataillon, 23e d’infanterie, fort d’environ 1100 hommes quand la bataille commence est à ce moment réduit à une force d'environ 600 hommes. Le 23e d'infanterie projette de concentrer toutes ses troupes sur les positions occupées par son 2e bataillon sur la route Pugong-ni- Changnyong. Le 1er bataillon se rend sur place et prend position sur le flanc gauche du 2e bataillon. Dans le même temps, le poste de commandement du régiment est déplacé à l'arrière de cette position. Dans ce périmètre, le 23e d'infanterie mène une série de durs combats. Simultanément, il doit aussi envoyer des patrouilles de combat à l'arrière pour arrêter les infiltrations nord-coréennes depuis Changnyong et protéger sa route d'approvisionnement.

### La bataille de Yongsan

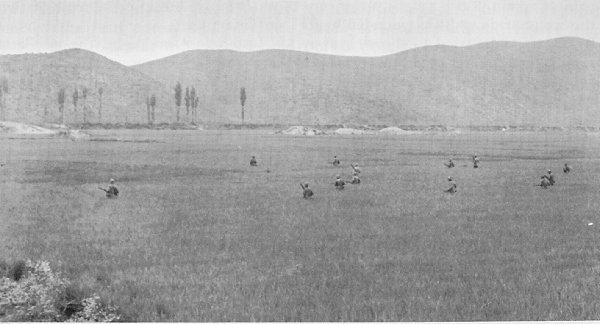
Les troupes américaines traversent les rizières lors d'une attaque à l'ouest de Yongsan.

Le matin du 1er septembre, les 1er et 2e régiments de la 9e division d'infanterie nord-coréenne, qui participent à leur première offensive de la guerre, se trouvent après la traversée du fleuve et la pénétration des lignes américaines à seulement quelques kilomètres de Yongsan,. Le 3e régiment avait été laissé à Incheon, mais le commandant de la division, le major général Pak Kyo Sam estime tout de même que les chances de prendre Yongsan sont élevées. Avec seulement les restes brisés de la compagnie E, le 9e régiment d'infanterie de la 2e division d'infanterie américaine n’a pratiquement aucune troupe pour défendre Yongsan. Le commandant de la division, le major général Laurence B. Keiser face à cette situation d'urgence rattache le 2e bataillon du génie de combat au régiment. Le 72e bataillon de chars et la compagnie de reconnaissance de la 2e division sont également affectés sur des positions proches de Yongsan. Le commandant du régiment prévoit de placer les troupes du génie sur la chaîne de basses collines au nord-ouest de Yongsan.
La compagnie A du 2e bataillon du génie de combat prend position sur le côté sud de la route de Yongsan-Nakdong ; la compagnie D du 2e bataillon du génie se positionne sur le côté nord de la route. À environ trois km à l'ouest de Yongsan, 300 soldats nord-coréens engagent la compagnie A. Les M19 Multiple Gun Motor Carriage du 82e bataillon AAA appuie les soldats du génie dans cette action, qui dure plusieurs heures. Pendant ce temps, avec l'approbation du général Bradley, la compagnie D manœuvre vers la colline surplombant Yongsan juste au sud. Un peloton d'infanterie prend position derrière elle. La compagnie A reçoit alors l’ordre de se replier au sud-est de Yongsan sur le flanc gauche de la compagnie D. Là, la compagnie A prend position le long de la route; À sa gauche, on trouve la compagnie C du bataillon du génie, et au-delà de la compagnie C, la compagnie de reconnaissance de la 2e division. La colline occupée par la compagnie D est en réalité à l'extrémité ouest d'une grande masse montagneuse qui se trouve au sud-est de la ville. La route qui rejoint Miryang passe au sud de Yongsan, contourne la pointe ouest de la colline, puis court vers l'est le long de sa base sud. Depuis sa position, la compagnie D non seulement surplombe la ville mais aussi sa sortie, la route de Miryang,.
Les Nord-Coréens approchent également Yongsan par le Sud. La compagnie de reconnaissance de la 2e division et le 72e bataillon de tank s'opposent à ces derniers dans un combat intense. Dans cette action, le sergent de première classe Charles W. Turner (en) de la compagnie de reconnaissance se distingue particulièrement. Il monte sur un tank et avec la mitrailleuse de tourelle, détruit sept mitrailleuses nord-coréennes. Turner essuie de nombreux tirs nord-coréens qui détruisent le périscope et les antennes du tank. En tout ce dernier reçoit plus de 50 coups au but. Turner, bien que blessé reste sur le tank jusqu'à ce qu'il soit touché par un tir fatal. Cette nuit-là soldats nord-coréens franchissent les faibles défenses autour de Yongsan et entrent dans la ville par le Sud,.
À 9h35, le 2 septembre, tandis que les Nord-Coréens tentent de détruire les troupes du génie à la lisière sud de Yongsan et de dégager la route vers Miryang, le commandant de la 8e armée des États-Unis, le lieutenant-général Walton Walker parle par téléphone avec le major général Doyle Overton Hickey, chef adjoint d'état-major, du commandement américain en Extrême-Orient à Tokyo. Il décrit la situation autour du périmètre et déclare que la menace la plus grave se situe le long de la frontière entre les 2e et 25e divisions d'infanterie américaines. Il décrit l'emplacement de ses forces de réserve et ses plans pour les utiliser. Il précise qu'il a ordonné l’envoi de la 1re brigade provisoire des Marines, sous les ordres du général de brigade Edward A. Craig, vers Yongsan, mais qu’il n’a pas encore autorisé son engagement là-bas. Il veut être sûr que le général Douglas MacArthur approuve son utilisation, en particulier depuis qu’il savait que ce dernier à interférer avec d'autres plans du commandement en Extrême-Orient. Walker affirme qu'il ne pense pas qu'il puisse rétablir les lignes de la 2e division sans les Marines. Hickey répond que MacArthur a, la veille, approuvé l'utilisation des Marines américains si et quand Walker le juge nécessaire. Quelques heures après cette conversation, à 13:15, Walker rattache la brigade des Marines à la 2e division américaines et ordonne une attaque coordonnée par tous les éléments disponibles de la division et des Marines, avec la mission de détruire les Nord-Coréens à l’Est du Nakdong dans le secteur de la 2e division et de restaurer les lignes sur le fleuve,. Dès la mission terminée, les Marines doivent être détachés de la 2e division,.
Une réunion se déroule dans l’après-midi au poste de commandement de la 2e division en présence des dirigeants de la 8e armée, de la 2e division, et de la 1re brigade des Marines. La décision est prise que les Marines attaquent à 08h00 le 3 septembre à l'ouest, à cheval sur la route Yongsan-Nakdong ; le 9e régiment d'infanterie, la compagnie B du 72e bataillon de tank et la batterie D du 82e bataillon AAA attaquent au nord-ouest et tentent de rétablir le contact avec le 23e régiment d'infanterie ; et le 2e bataillon de génie, les restes du 1er bataillon, 9e d'infanterie, et les éléments du 72e bataillon de chars attaquent sur le flanc gauche afin de rétablir le contact avec la 25e division. La 8e armée ordonne ensuite au quartier général de la 24e division d'infanterie américaine et au 19e régiment d'infanterie de prendre position à Susan-ni, à 13 km au sud de Miryang et à 24 km à l'est de la confluence de la rivière Nam et du Nakdong afin de se préparer à entrer dans la bataille soit dans la zone de la 2e ou de la zone de la 25e division.
La contre-offensive américaine du 3 au 5 septembre à l’ouest de Yongsan, selon les déclarations de prisonniers, donne lieu à l'une des débâcles les plus sanglantes de la guerre pour une division nord-coréenne. Même si les restes de la 9e division, soutenue par la faible résistance de la 4e division, détiennent toujours Obong-ni Ridge, Cloverleaf Hill, et les voies de retrait vers le Nakdong le 6 septembre, leurs forces offensives sont totalement épuisées à la fin de la contre-attaque américaine. Les 9e et 4e divisions ne sont plus en mesure de reprendre l'offensive.

### La destruction de la2edivisionnord-coréenne
La 2e division nord-coréenne procède à une nouvelle attaque contre le périmètre du 23e régiment d'infanterie avant l'aube du 8 septembre afin de percer vers l'Est. Cette attaque, lancée à 02h30 et fortement soutenu par l’artillerie, enfonce les défenses de la compagnie F. Il est à ce moment évident que si les positions de la compagnie F ne peuvent être restaurées, l'ensemble du front du régiment tomberait. Et alors que tous les officiers sont hors de combat, le premier-lieutenant Ralph R. Robinson, adjudant du 2e bataillon doit assumer le commandement de la compagnie.  Les Nord-Coréens infiltrant rapidement les positions de la compagnie et gagnant progressivement sa partie arrière, Robinson doit se frayer un chemin dans l'obscurité et de fortes pluies à travers ces derniers sur 460 m afin d'atteindre la position de la compagnie A. Là, il obtient le peloton de réserve de cette dernière et le conduit vers les positions de la compagnie F.
L'attaque s’étiole avec la lumière du jour, mais le soir, elle reprend d’autant plus. Les Nord-Coréens frappent à plusieurs reprises la ligne de défense et continuent leur offensive dans la journée du 9 septembre. L’US Air Force effectue alors un fort soutien aérien sur le périmètre du régiment pour aider les troupes au sol. Les blessés arrivent aux postes de secours de la compagnie dans un flux quasi constant au cours de la matinée. Tous les hommes disponibles du quartier général et des unités spéciales de la compagnie sont réquisitionnés pour former des escouades et sont envoyés au combat au moment le plus critique. À ce moment, la réserve du régiment n’est plus composée que de six hommes. Lorsque l'attaque cesse finalement peu après 12h00, le 23e régiment ne dispose plus que d'une efficacité de combat estimée à seulement 38 pour cent de ses effectifs.
Ce lourd combat coûte à la 2e division nord-coréenne la plupart de ses dernières forces offensives. Le médecin du 17e régiment de la 2e division capturé quelques jours plus tard, déclare que la division a évacué environ 300 hommes chaque nuit vers un hôpital de Pugong-ni, et que dans les deux premières semaines de septembre, la 2e division a perdu 1 300 tués et 2 500 blessés dans les combats à l'ouest de Changnyong. Bien que la plus grande partie de sa force offensive a été perdu au 9 septembre, la division continue à harceler les zones arrière autour de Changnyong avec des groupes de la taille d’une compagnie. Les patrouilles doivent quotidiennement ouvrir la route principale d’approvisionnement et nettoyer la ville. Les troupes nord-coréennes et américaines sont bloquées dans ce combat le long du Naktong pendant plusieurs jours. En effet, les capacités offensives de la Corée du Nord sont alors en grande partie détruites, et les Américains décident de tenir leurs lignes interdisant de nouvelles attaques.

### Le retrait nord-coréen

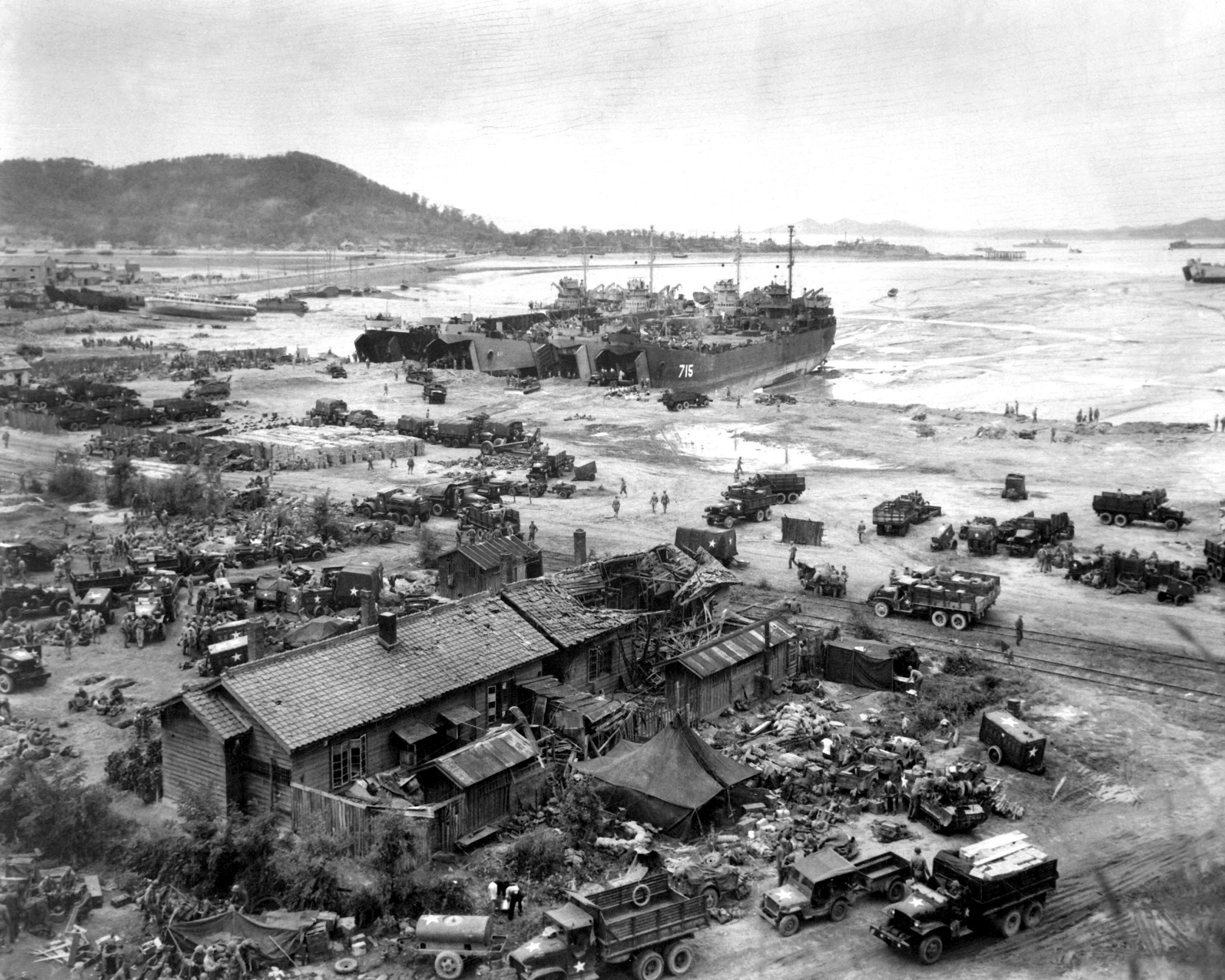
Le débarquement d'Incheon, le 15 septembre 1950.

La contre-attaque de l'ONU à Incheon fait s'effondrer la ligne nord-coréenne et coupe toutes leurs principales voies d'approvisionnement et de renforcement,. Le 19 septembre, les troupes de l'ONU réalisent que les Nord-Coréens ont abandonné une grande partie du périmètre de Busan au cours de la nuit. Les unités de l'ONU commencent alors à avancer depuis leurs positions défensives afin de reprendre et occuper les anciennes positions nord-coréennes,. La plupart des unités nord-coréennes commencent à mener des actions afin de retarder les troupes de l’ONU et laisser le temps à son armée de prendre le chemin du Nord vers la Corée du Nord. Les Nord-Coréens se retirent en premier lieu de la zone de Masan dans la nuit du 18 au 19 septembre. Après ce premier retrait, le reste des forces nord-coréennes se retire rapidement en direction du Nord. Les unités américaines se mettent alors à la poursuite de ces dernières en passant sur les positions du Nakdong, qui n’ont plus d'importance stratégique.

## Conséquences
Les 2e et 9e divisions nord-coréennes sont presque entièrement détruites dans la bataille. La 9e division était composée de 9 350 hommes au début de l'offensive le 1er septembre et la 2e division 6 000. Mais seules quelques centaines hommes de chaque division peuvent retourner en Corée du Nord après la bataille. La majorité des troupes nord-coréennes a été tuée, capturée ou a déserté. L'ensemble du 2e corps d'armée nord-coréen est dans un état similaire, et l'armée nord-coréenne, épuisée après les combats contre le périmètre de Pusan et scindée en deux après le débarquement d'Incheon, est au bord de la défaite.
Dans le même temps, la 2e division d’infanterie américaine subit 1 120 tués, 2 563 blessés, 67 capturés et 69 disparus lors de la bataille du périmètre de Busan. Mais ce total comprend aussi environ 180 blessés lors de la première bataille du Nakdong le mois précédent. Les forces américaines ont sans cesse été repoussées, mais elles demeurent en mesure d'empêcher les Nord-Coréens de percer le périmètre de Busan. La division compte 17 498 soldats au 1er septembre et demeure en excellente condition pour attaquer en dépit de ses pertes. La 1re brigade provisoire des Marines dénombre 185 morts et environ 500 blessés au cours de la bataille de périmètre de Busan, mais l’essentiel des pertes a eu lieu à Yongsan.
De toutes les attaques nord-coréennes le long du périmètre de Busan, la seconde bataille du Naktong est considérée par les historiens comme la menace la plus grave. C’est la bataille dans laquelle les Nord-Coréens obtiennent les gains les plus importants, ils coupent en deux la 2e division d'infanterie américaine et capture brièvement Yongsan, où ils sont très proches de créer une brèche à travers les lignes d'alimentation des forces américaines et de menacer les autres divisions situées à l’arrière. Cependant, une fois de plus la faiblesse fatale de l'armée nord-coréenne lui a coûté la victoire après un impressionnant succès initial. Ses communications et ses capacités logistiques et d’approvisionnement ne lui permettent pas d'exploiter une percée et de soutenir une attaque continue contre un massif déploiement aérien, d’artillerie et de blindés, qui peut être concentré contre ses troupes aux endroits critiques,. Le 8 septembre, les attaques nord-coréennes dans la région sont définitivement repoussées.